# Jean Cochard

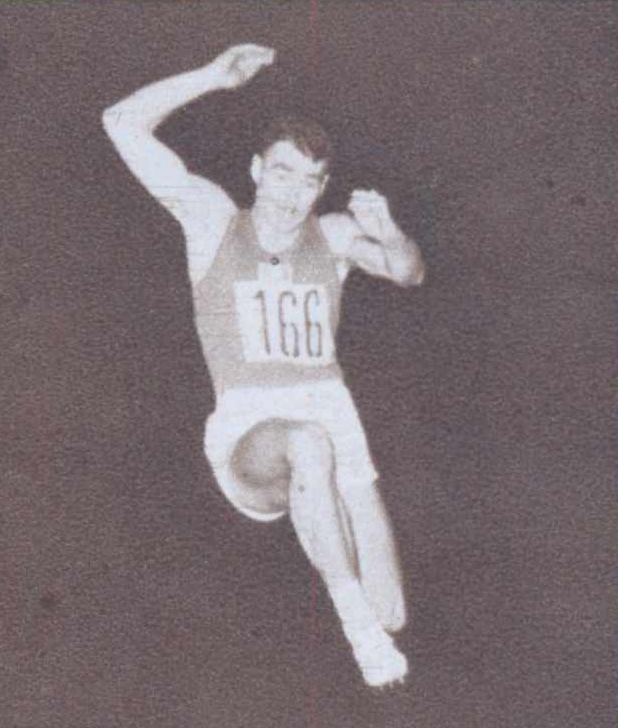
Jean Cochard

Jean Cochard (* 27. März 1939 in Brest) ist ein ehemaliger französischer Weitspringer.
Bei den Mittelmeerspielen 1963 gewann er Silber, und bei den Olympischen Spielen 1964 in Tokio wurde er Fünfter.
1966 folgte einem fünften Platz bei den Europäischen Hallenspielen in Dortmund eine Bronzemedaille bei den Leichtathletik-Europameisterschaften in Budapest.
Bei den Olympischen Spielen 1968 in Mexiko-Stadt schied er in der Qualifikation aus.
1964 und 1965 wurde er Französischer Meister.

## Persönliche Bestleistungen
- Weitsprung: 7,88 m, 31. August 1966, Budapest
  - Halle: 7,53 m, 14. Februar 1964, Stuttgart